# Quésede
Quésede (em hebraico: חסד, que significa "menino das 15:10" ou "pequeno homem") foi um dos filhos de Naor e Milca (Gênesis 22:22) e provavelmente o pai de Casdim. A antiga forma babilônica Kasdu aparece no assírio como Kaldu. As versões portuguesas da Bíblia segue o estilo assírio e grego de escrever o nome e utiliza Caldeus em vez de Casdim.
Os Caldeus habitavam a parte inferior do vale de Eufrates, fonte do Golfo Pérsico. Abrão veio de Ur dos Caldeus (Gênesis 11:28, 31; 15:7; Neemias 9:7). Em Jó 1:17 os caldeus são descritos como invasores da terra de Uz, o irmão mais velho de Quésede (Gênesis 22:21, 22). Nos dias e Nabucodonosor II, os caldeus invadiram a Síria e a Palestina e levaram cativos o povo de Judá em várias deportações (2 Reis 24:1-10; 25:1). Em Daniel 2:2, 5, os caldeus são citados juntamente com os mágicos e astrólogos como uma classe instruída, hábil nas interpretações. Caldeu às vezes é usado em hebraico para definir a terra da Caldeia (Ezequiel 23:15, 11:24).